# ایلیا سولامانیدزه
ایلیا سولامانیدزه (گرجی: ილია სულამანიძე؛ زادهٔ ۱۸ ژوئن ۲۰۰۱) جودوکار اهل گرجستان است.